# Pomme a Cotes (manzana)
Pomme a Cotes es el nombre de una variedad cultivar de manzano (Malus domestica). Variedad de manzana descrita en 1948 de la región francesa de Saboya.

## Sinonimia
- "A Cotes",
- "Lac™te".[5]

## Historia
Es una variedad de manzana de plántula de azar encontrada en 1880 en la región de Cruseilles (Francia) y cultivada extensivamente en la región de la Alta Saboya. De parentales desconocidos fue descrita en 1948, de la región francesa de Saboya. Se ha utilizado durante generaciones como manzana fresca de mesa por su buena conservación, así como manzana de cocina por mantener su forma en las elaboraciones.
La Pomme a Cotes se cultiva en la National Fruit Collection desde el año 1973, con el número de acceso: 1948-296 y nombre de acceso: Pomme a Cotes (Savoie).

## Características
Su periodo de floración que comienza a partir del 2 de mayo con el 10% de floración, para el 8 de mayo tiene una floración completa (80%), y para el 14 de mayo tiene un 90% de caída de pétalos.
Tiene una talla de fruto mediano con altura promedio de 59.50mm, y anchura promedio de 64.50mm; forma redondeada achatada a menudo con contorno irregular; con nervaduras medias y con una corona irregular y fruncida; epidermis con color de fondo amarillo pajizo, importancia del sobre color media, color del sobre color lavado rojo ruborizado en las caras expuestas al sol y marcado con lenticelas tostadas, distribución del sobre color rayas/rubor, con ruginoso-"russeting" (pardeamiento áspero superficial que presentan algunas variedades) muy débil; pedúnculo de longitud moderadamente largo, de calibre delgado, no sobresale de la cavidad peduncular, cuenca profunda en forma de embudo, presenta un muy ligero ruginoso-"russeting", y con importancia del "russeting" en la cav. peduncular muy débil; anchura de la cavidad calicina poco profunda arrugada, y ruginoso-"russeting" muy ligero , ojo de tamaño mediano y está parcialmente o completamente cerrado.
Carne blanco amarillento, de textura firme, sabor jugoso dulce y aromático.
Su tiempo de recogida de cosecha se inicia a finales de octubre. Se mantiene bien cuatro meses en frío.

## Uso
De uso en cocina pues las rebanadas mantienen su forma para tartas y pasteles, se cocinan con un rico sabor y son dulces.También se utiliza como manzana fresca de mesa.

## Ploidismo
Diploide. Auto estéril, los cultivos necesitan con un polinizador compatible del Grupo E. Día 16.